# Daniel Pérez Muñoz
Daniel Pérez Muñoz (31 de marzo de 1974) es un poĺítico español del Partido Popular, alcalde de Galapagar desde 2008 hasta 2019.

## Biografía
Daniel Pérez Muñoz nació en Valladolid en el año 1974 y es el mayor de tres hermanos. Su padre estuvo destinado por trabajo en varios puntos de España, por lo que su infancia la pasó entre su ciudad natal, Valladolid, pasando por Santurce, Vizcaya, hasta el madrileño barrio de Aluche. A los 14 años de edad la familia fijó su residencia en Galapagar, municipio donde vive desde entonces.

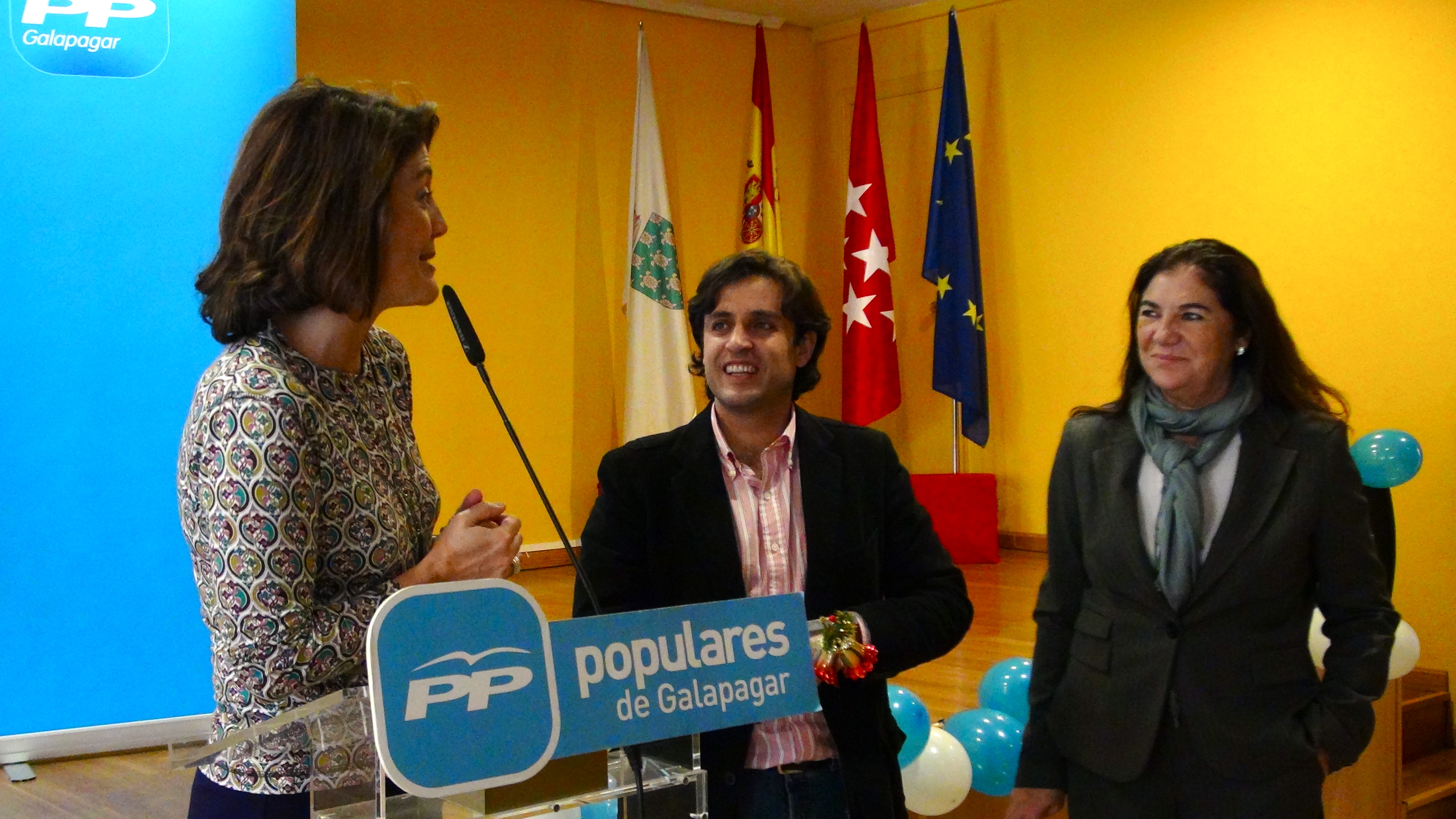
Junto a Gádor Ongil en diciembre de 2011

Se licenció en derecho en la Universidad Nacional de Educación a Distancia (UNED). Ha llegado a ejercer de abogado. Antes de convertirse en alcalde, dirigió campañas electorales del PP en Galapagar.
Concejal del Ayuntamiento de Galapagar (iba cuarto de la lista del PP en las elecciones de 2007), accedió en septiembre de 2008 a la alcaldía como resultado de moción de censura a la alcaldesa Carmen Toledano, del PSOE.

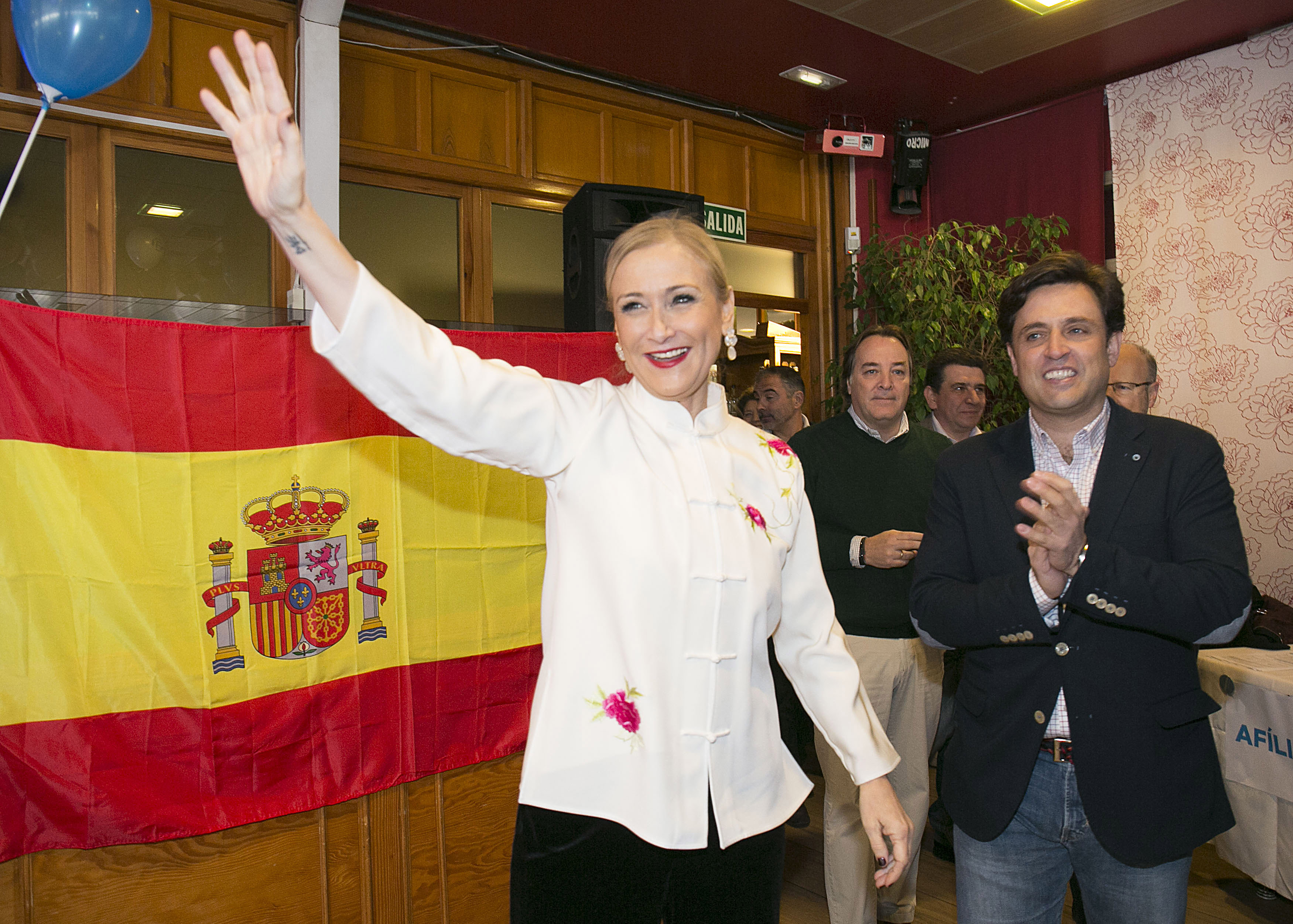
Junto con Cristina Cifuentes y Jaime González Taboada, en diciembre de 2017.

También en 2008 cursó un Máster Universitario en Derecho Autonómico y Local en la Universidad Rey Juan Carlos (URJC), si bien en abril de 2018, al calor del escándalo Cifuentes, un profesor del curso afirmó que no aparecía en su lista de alumnos. Pérez aseguró sin embargo tener el Trabajo de Fin de Master y haber asistido a clase.
En 2010 impulsó la aprobación en el pleno municipal de una moción para la prohibición del 'burka' en las dependencias municipales burka.
En 2015 llegó a declarar imputado por delitos de prevaricación urbanística, injurias y revelación de secretos.
En 2016 se reunió con el Pequeño Nicolás
Ha sido condenado dos veces por la jurisdicción contencioso administrativa por vulnerar los derechos fundamentales de los concejales de la oposición, al impedir la participación política que propugna el artículo 23 de la Constitución Española.
El final de su carrera precipitado por las informaciones aparecidas en prensa, que le relacionan con la presunta utilización ilícita de su cargo para asuntos personales.

### Absuelto de todos los cargos que le imputaban
Daniel Pérez Muñoz, exalcalde de Galapagar hasta 2019, y los concejales Ángel Camacho, Fernando Arias y Pablo Gómez, del equipo de Gobierno del PP en diferentes momentos, han sido exculpados de todas las denuncias presentadas durante su mandato. El Juzgado de Primera Instancia número 8 de Collado Villalba ha decretado el archivo de las investigaciones, a petición de la Fiscalía, respecto a las denuncias presentadas por Podemos en 2019.

## Podemos le denunció por presuntas irregularidades
Podemos denunció al ex regidor del Partido Popular, Daniel Pérez, por presuntas irregularidades en contratos públicos de eficiencia energética, vending, mantenimiento de la red de saneamiento de agua y otros contratos menores. También se presentaron denuncias relacionadas con la supuesta contratación fraudulenta de su esposa. La Fiscalía aún no ha investigado esta denuncia, ya que en ese momento no había relación entre el exalcalde y su actual esposa.
Tras la denuncia, la Fiscalía ordenó a la Policía Judicial recopilar información sobre los contratos. Esto ocurrió poco antes de las elecciones municipales de mayo de 2019. Aunque el PP ganó las elecciones, perdió la Alcaldía debido a un pacto entre PSOE y Ciudadanos, con el apoyo de Podemos-IU y Más Madrid.

## Cerrada la investigación
Después de cuatro años en tribunales y una vez finalizada la investigación, tras llamar a declarar a los investigados y a otros testigos, la Fiscalía pidió el archivo de las denuncias, en tanto que el propio juez instructor archivó las distintas causas por no encontrar indicios de delito y por estar prescritos otros hechos que daban por extinguida la presunta responsabilidad penal de Daniel Pérez y de sus concejales.